# Ludwig Giesebrecht
Heinrich Ludwig Theodor Giesebrecht (né le 5 juillet 1792 à Mirow et mort le 18 mars 1873 à Jasenitz (de), arrondissement de Randow (de)) est un poète et historien allemand.

## Biographie
Ludwig Giesebrecht est le troisième fils du pasteur de Mirow Benjamin Giesebrecht (de) (1741-1826) et de sa femme Elisabeth, fille du pasteur de Mirow Johann Ludwig Leithäuser. Après que lui et son frère jumeau Friedrich (de) (1792–1875) ont terminé leurs études à Mirow et à Berlin les classes supérieures du lycée berlinois du monastère franciscain, ils étudient tous deux à Berlin à partir de 1812. L'année suivante, ils interrompent leurs études et participent aux guerres napoléoniennes comme volontaires dans le régiment de hussards du Mecklembourg-Strelitz de 1813 à 1815. Après la bataille de la Katzbach, les frères jumeaux se séparent.
En raison d'une maladie, Ludwig Giesebrecht ne peut pas poursuivre son service militaire. Après sa convalescence, il étudie à l'Université de Greifswald. Pendant ce temps, il travaille également sur des œuvres historiques et poétiques. Il s'engage à nouveau au retour de Napoléon, mais ne combat pas en France. Après son retour, il commence à travailler comme enseignant au lycée de l'abbaye Sainte-Marie de Stettin en 1816. Professeur dès 1826, il y enseigne l'allemand, l'histoire et les sciences religieuses pendant 50 ans.
À Stettin, il fait des recherches sur l'histoire de la Poméranie. En 1824, il devient le premier secrétaire de la Société d'histoire, d'antiquité et d'art de Poméranie, et est l'un des éditeurs, d'abord des Neue Pommersche Provinzialblätter (de), puis des Baltische Studien publiées par la Société, dans lesquelles il publie également ses propres essais.
En 1848, il est élu au Parlement de Francfort pour la province de Poméranie (Stettin). Il y rejoint le parti Casino.
Giesebrecht reçoit l'ordre de l'Aigle rouge de 4e classe en 1861 et, en 1866, de la croix de chevalier de l'ordre royal de Hohenzollern. L'université de Königsberg lui décerne un doctorat honoris causa en 1862, l'université de Greifswald en 1866.
Même lorsqu'il prend sa retraite en 1866, il continue à travailler sur les études historiques et la poésie. Il passe les dernières années de sa vie avec sa fille à Jasenitz (de).
Son fils est le maire de Stettin, Felix Leonhard Giesebrecht (de).

## Œuvres (sélection)
Giesebrecht acquiert une réputation respectée en tant que poète, professeur et historien. Entre autres, il publie :
- Zur Ottenfeier. ein Gedicht, Greifswald 1824.
- Epische Dichtungen. Stettin 1827.
- Lehrbuch der Geschichte. 3 Bände:
  - Lehrbuch der alten Geschichte. Berlin 1833.
  - Lehrbuch der mittleren Geschichte für den Gebrauch der oberen Gymnasialklassen und zum Selbstunterricht. Stettin 1836.
  - Lehrbuch der neueren Geschichte. Stettin 1846.
- Der Rostocker Landfriede und sein Einfluß auf Pommern. In: Baltische Studien. Band 2, Heft 1, Stettin 1833, S. 101–106 (Digitalisat, Google)
- Ueber die neueste Deutung der Norddeutschen Grabalterthümer. In: Baltische Studien. Band 5, Heft 2, Stettin 1838, S. 46–49 (Digitalisat, Google).
- Ueber die Religion der Wendischen Völker an der Ostsee. In: Baltische Studien. Band 6, Heft 1, Stettin 1839, S. 128–161 (Digitalisat, Google).
- Zur Beurtheilung Adams von Bremen. In: Baltische Studien. Band 6, Heft 1, Stettin 1839, S. 183–203 (Digitalisat, Google).
- Wendische Runen. In: Baltische Studien. Band 6, Heft 1, Stettin 1839, S. 239–243 (Digitalisat, Google).
- Gedichte. 2 Bände, 1. Auflage Emil Güntz, Leipzig 1836 (Google-Digitalisat); 2. Auflage Stettin 1867.
- Wendische Geschichten vor der Karolingerzeit. In: Baltische Studien. Band 6, Heft 2, Stettin 1839, S. 1–16 (Digitalisat, Google).
- Wendische Geschichten der Karolingerzeit. In: Baltische Studien. Band 6, Heft 2, Stettin 1839, S. 123–186 (Digitalisat, Google).
- Wendische Geschichten aus der Zeit der ersten Ludolfinger. In: Baltische Studien. Band 7, Heft 1, Stettin 1840,  S. 1–110 (Digitalisat, Google).
- Zur Chronologie der ältesten Pommerschen Urkunden. In: Baltische Studien. Band 9, Heft 2, Stettin 1843, S. 165–172 (Digitalisat, Google).
- Archäologische Bemerkungen. Ackerbau in der Steinzeit. In: Baltische Studien. Band 9, Heft 2, Stettin 1843, S. 173–183 (Digitalisat, Google).
- Wendische Geschichten aus den Jahren 780 bis 1182. 3 Bände, Berlin 1843:
  - Band 1 (Digitalisat, Open Library)
  - Band 2 (Digitalisat, Open Library)
  - Band 3 (Digitalisat, Open Library)
- Ein Wort zu Thorlacius. In: Baltische Studien. Band 10, Heft 1, Stettin 1844, S. 129–137 (Digitalisat, Google).
- Stettin, Sczecino und Burstaborg. In: Baltische Studien. Band 10, Heft 2, Stettin 1844, S. 1–10 (Digitalisat, Google)
- Die Zeichen des Donnergottes diesseits der Ostsee. In: Baltische Studien. Band 10, Heft 2, Stettin 1844, S. 27–75 (Digitalisat, Google)
- Die Gräber des Greifengeschlechts heidnischer Zeit. In: Baltische Studien. Band 10, Heft 2, Stettin 1844, S. 76–120 (Digitalisat, Google)
- Über den Burgwall bei Kriwitz. In: Baltische Studien. Band 10, Heft 2, Stettin 1844, S. 175–179 (Digitalisat, Google)
- Maciejowski, der Wendenfreund. In: Baltische Studien. Band 10, Heft 2, Stettin 1844, S. 180–192 (Digitalisat, Google)
- Sechs Gefäße aus der Vorzeit des Luitizerlandes. In: Baltische Studien. Band 11, Heft 1, Stettin 1845, S. 22–79 (Digitalisat, Google)
- Die Landwehre der Pommern und der Polen zu Anfang des zwölften Jahrhunderts. In: Baltische Studien. Band 11, Heft 1, Stettin 1845, S. 147–190 (Digitalisat, Google)
- Das Pommersche Landwehr an der Ostsee. In: Baltische Studien. Band 11, Heft 2, Stettin 1845, S. 1–29 (Digitalisat, Google).
- Alterthümer aus der Pommerschen Landwehr an der Ostsee. In: Baltische Studien. Band 11, Heft 2, Stettin 1845, S. 30–57 (Online, Google).
- Die Trigorki. In: Baltische Studien. Band 11, Heft 2, Stettin 1845, S. 91–104 (Digitalisat, Google).
- Die Landwehre der Luitizer und der Pommern auf beiden Seiten der Oder. In: Baltische Studien. Band 11, Heft 2, Stettin 1845, S. 105–117 (Digitalisat, Google).
- Luitizische Landwehre. In: Baltische Studien. Band 11, Heft 2, Stettin 1845, S. 149–188 (Digitalisat, Google).
- Zwei Idolsteine. In: Baltische Studien. Band 11, Heft 2, Stettin 1845, S. 189–192 (Digitalisat, Google).
- Archäologische Untersuchungen. In: Baltische Studien. Band 12, Heft 1, Stettin 1846, S. 1–146 (Digitalisat, Google).
- Damaris. Zeitschrift, 5 Bände, Stettin 1860–1865 (Digitalisat, BSB München).

Il publie plusieurs écrits sur des sujets historiques dans les Baltische Studien. Son ami Carl Loewe compose plusieurs oratorios sur des textes de Giesebrecht.